# Étienne Delessert (banquier)
Pour les articles homonymes, voir Étienne Delessert et Delessert.
Étienne Delessert, né à Lyon le 30 avril 1735 et mort à Paris le 18 juin 1816, est un banquier, assureur et industriel français, qui fut au cœur des grandes spéculations boursières sous Louis XVI.

## Biographie
Sa famille, calviniste, s’était exilée de France après la révocation de l’édit de Nantes vers 1685. Plusieurs membres de sa famille revinrent en France en 1735. Étienne Delessert est le fils de Benjamin Delessert (1690-1765), bourgeois de Genève et négociant à Lyon, propriétaire du domaine de Bougy-Saint-Martin, et de Marguerite Brun (fille d'un banquier lyonnais).
Placé dès l’âge de vingt ans à la tête de la maison de commerce que son père avait à Lyon, Delessert vint s’établir à Paris en 1777, où il fonda une succursale de son établissement de banque, spécialement destinée aux opérations commerciales et industrielles, qui devint bientôt l’un des plus importants. Il ne tarda pas à jouer un rôle majeur comme promoteur d’entreprises financières et d’innovations commerciales et industrielles, donnant un grand essor à la spécialité des tissus légers et contribuant au développement de l’industrie des tissus de gaze de soie. Il fonda la première Compagnie d’assurances contre l’incendie qui ait été organisée en France, la Chambre d'assurance contre les incendies. De 1781 à 1783, puis en 1791, il administra la Caisse d'escompte, qui servit de modèle pour l’organisation de la Banque de France et empêcha, par des avances faites à propos au commerce, une crise industrielle de nature à compromettre l’ordre public.
En 1792, emprisonné et porté sur les listes de proscription, malgré ses services, il recouvra sa liberté après la chute de Robespierre et s’occupa, dès lors, de questions d’agriculture, améliorant les troupeaux en introduisant en France 6 000 mérinos que l’Espagne s’était engagée à livrer en 1795 et qui, répandus chez les grands propriétaires ont contribué à perfectionner les races ovines françaises. Il consacra encore une partie de sa grande fortune à introduire de nouvelles machines agricoles, à en faire fabriquer, répandre la pratique des engrais industriels et appliquer les meilleures méthodes d’assolement.
Amateur d’art, il se constitua une galerie de tableaux, agrandie par ses fils, et riche surtout en chefs-d’œuvre des écoles hollandaise et flamande. Il fonda également deux écoles gratuites pour les protestants.
Il eut plusieurs enfants de son épouse, Madeleine Boy de La Tour, fille de Pierre Boy de La Tour, notaire, négociant et banquier lyonnais, et de Julie-Anne-Marie Roguin, et belle-sœur de Guillaume Mallet :
- Madeleine (1767-1838), épouse de Jean-Antoine Gautier, banquier à Paris, associé de Delessert,
- Jacques-Étienne Delessert (1771-1794),
- Benjamin Delessert (1773-1847), homme d’affaires et naturaliste,
- Jeanne Émilie Delessert (1778-1830), épouse de Baptiste Delessert
- François-Marie Delessert (1780-1867), banquier, membre libre de l’Académie des sciences,
- Gabriel Delessert (1786-1858), pair de France, préfet de police.

Il meurt dans son hôtel particulier parisien 3 rue Coq-Héron en 1816. Il est inhumé au cimetière familial de la rue Lekain puis au cimetière de Passy (16e arrondissement de Paris), dans le tombeau de la famille Delessert.

## Sources
- Georges Barral, Histoire des sciences sous Napoléon Bonaparte, Paris, Albert Savine, 1889, p. 176-77, 290 p. (OCLC 5874310).
- William Duckett, Dictionnaire de la conversation et de la lecture, t. 7, 2e éd., Paris, Michel Lévy frères, 1854, p. 320, 800 p. (OCLC 75727441).